# ژاله‌پوش
ژاله‌پوش یا شبنم‌تره (نام علمی: Drosera) نام یک سرده از تیره ژاله‌پوشان از فرمانرو گیاه گوشتخوار است.
زیستگاه اصلی آن آمریکای شمالی، استرالیا و مناطق گسترده دیگر است.
این گیاه بسیار جالب، زیبا و کمیاب می‌باشد. ساختار گیاه به صورتی که است با ترشح بو و شکل خاصی که دارد حشرات را به سمت خود جذب کرده و با پرزهای چسبناک خود آنها را به دام انداخته و تجزیه می‌کند.

### شناخت

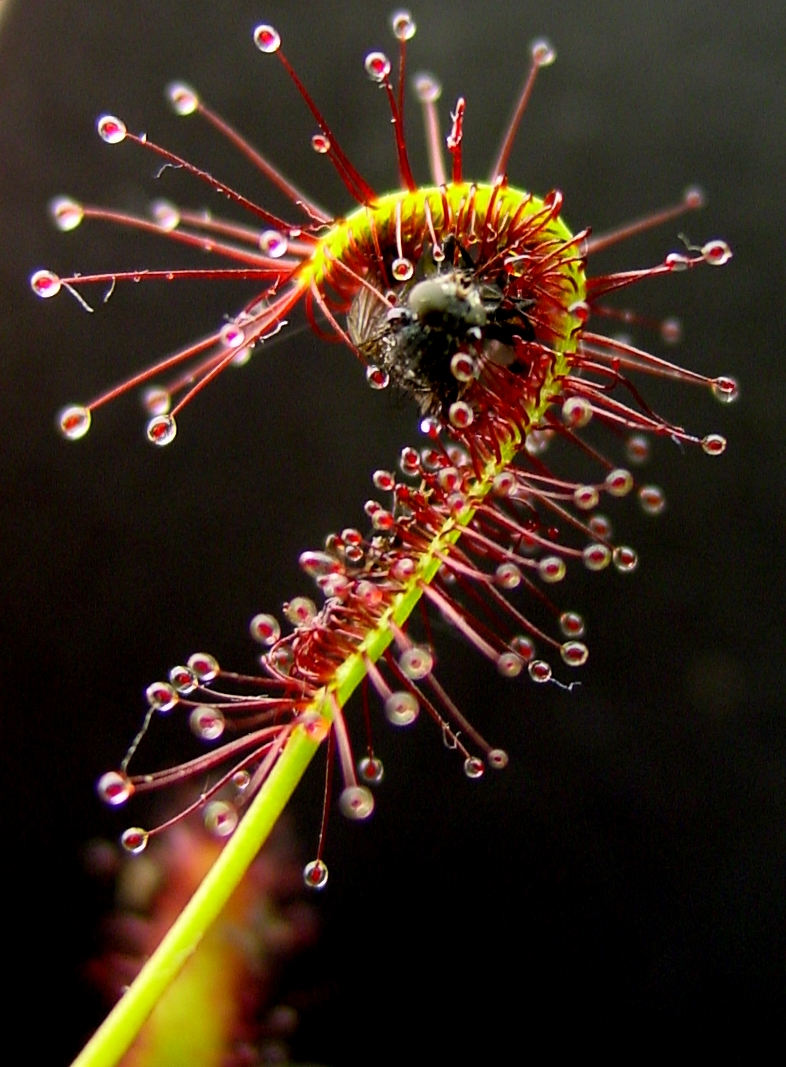

ژاله‌پوش که از آن تحت عنوان ژاله‌پوش آفتابی نیز یاد می‌شود، یک گیاه گوشتخوار است. آن‌ها از مادهٔ چسبناک و غلیظی تحت عنوان لعاب استفاده می‌کنند تا طعمه‌شان را گیر انداخته و آن را هضم کنند. این مواد چسبنده در کرک‌های ویژه‌ای از گیاه که تحت عنوان مویچه (تریکوم) شناخته می‌شوند، قرار دارند. این گیاه در دستهٔ گیاهان گوشتخوار قرار می‌گیرد. دست‌کم ۱۸۸ گونهٔ مختلف از همین گیاه گزارش شده‌است. در همه‌جای دنیا غیر از قطب جنوب، می‌توانید این گیاه را پیدا کنید.
خیلی از گونه‌های ژاله‌پوش دو یا بیش از دو سال عمر می‌کنند. اما سایرین فقط به مدت ۱ سال عمر کرده و خود را از طریق دانه تکثیر می‌کنند. گونه‌های خاصی از ژاله‌پوش موجود هستند که می‌توانند ۵۰ سال نیز زنده بمانند.

## توصیف
نام علمی دروزا از لغت یونانی (drosos) به معنی «ژاله، قطرهٔ شبنم» گرفته شده‌است. نام انگلیسی آن یعنی sundew نیز ترجمه لغوی از لاتین ros solis به معنای «شبنم آفتاب» گرفته شده‌است. هر دو نام اشاره به قطرات عرق‌مانند و بودار روی گیاه دارند که به واسطهٔ مادهٔ چسبناک موجود در گیاه مشاهده می‌شوند. این مادهٔ چسبناک از شاخک‌های موجود روی ساقهٔ هر گل بیرون می‌آید. این مادهٔ چسبناک روی بدنهٔ گیاه سر خورده و حشرات عاشق شیرینی را در روز و شب جلب می‌کند. این مادهٔ چسبناک دارای آنزیمهایی است که حشرات را می‌بلعد و بدین‌طریق، نیتروژن موردنیاز گیاه را تأمین می‌کند.
همانند تمامی گیاهان، بیشه قرمز غذای خودش را می‌سازد و از حشرات تغذیه می‌کند تا نیتروژن و سایر مواد مغذی مورد نیازش را تأمین نماید. این گل‌های ریز، طولی معادل ۱۲۷ میلی‌متر دارد که به بلندی کف دست یک انسان بالغ است، البته برخی گونه‌های خاص ژاله‌پوش هستند که قد بلندتری دارند. یک گونهٔ خاص از ژاله‌پوش تحت عنوان دروزا ارتروژین وجود دارد که ارتفاعش به ۹ متر نیز می‌رسد. ریشه‌های ژاله‌پوش چندان قوی نیستند. آن‌ها معمولاً برای گرفتن آب و نگه‌داشتن ژاله‌پوش در دل خاک مورد استفاده قرار می‌گیرند

## خوراک گیاه

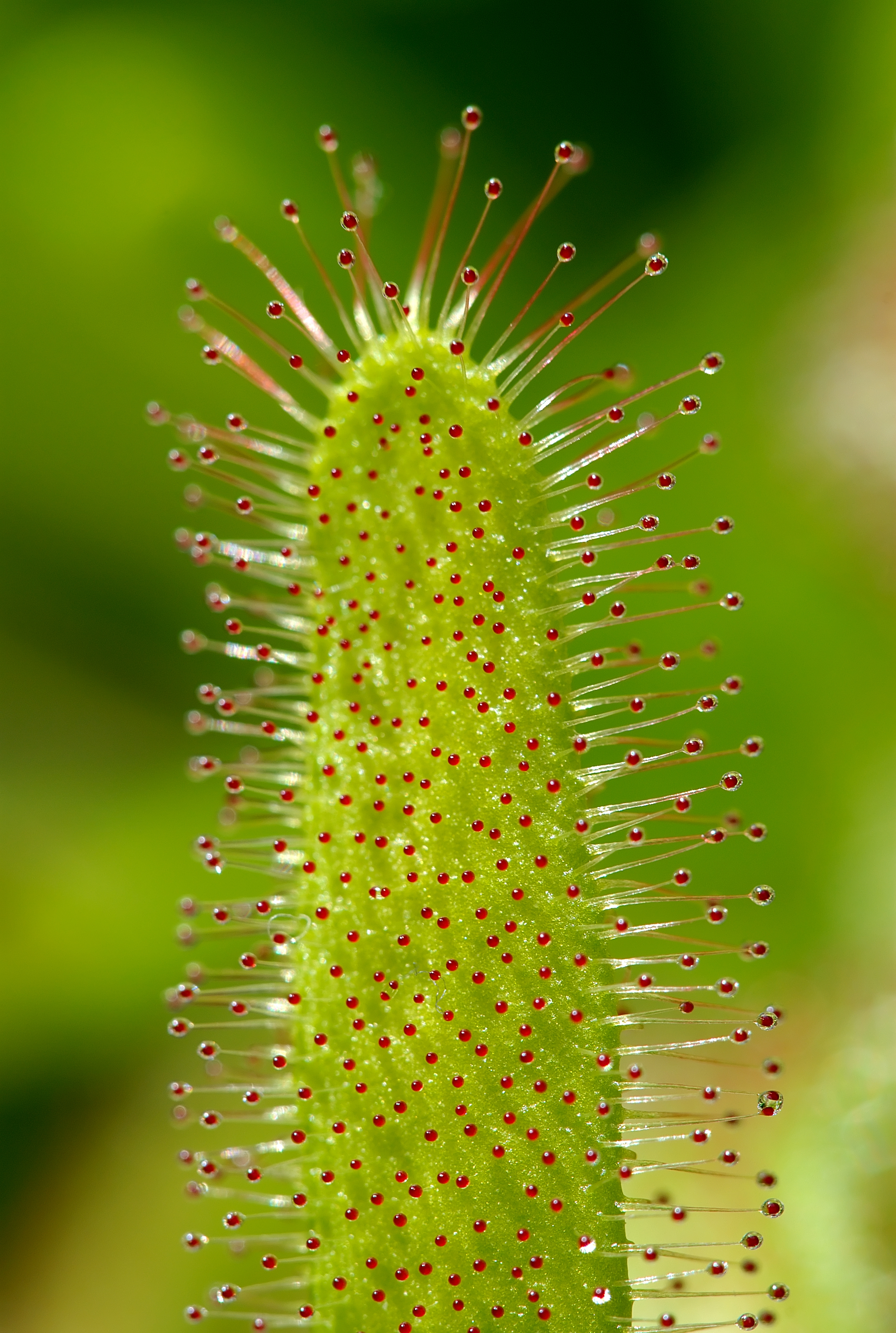

مگس، پروانه یا هر حشرهٔ دیگری که عاشق شهد است، به بوی شیرین مادهٔ چسبناک این گیاه جذب می‌شود. وقتی که حشره بر روی نوک رنگارنگ این گیاه فرود بیاید، کارش تمام است و آن‌جا گیر می‌کند. گیاه دارای سلول‌هایی است که پس از فرود حشره، مادهٔ چسبناک بیشتری تولید می‌کنند. بدین‌ترتیب این ماده دورتادور حشره را فرا می‌گیرد.
سپس گیاه بیشه قرمز شاخک‌های بیرونی‌اش را به دور حشره جمع کرده و مواد مغذی موجود در آن را جذب می‌کند. او شاخک‌هایش را به سرعت پیرامون حشره می‌گرداند: در برخی از گونه‌ها این امر فقط چند ثانیه طول می‌کشد. برخی از گونه‌ها نظیر دروزا گلاندولیگرا می‌توانند در کسری از ثانیه شاخک‌هایشان را به دور حشره بچرخانند. اکثر بیشه قرمزها بخشی از خودشان را نیز روی شکار خم می‌کنند تا حتی‌الامکان حشره را در آن‌جا نگه دارند. یک گونهٔ خاص تحت عنوان دروزا کاپنسیس، برگش را به مدت ۳۰ دقیقه دور شکار می‌پیچاند.
معمولاً پس از گذشت ۱۵ دقیقه، شکار می‌میرد. پس از مرگ حشره، بیشه قرمز تمامی قسمت‌های بدن، غیر از اسکلت بیرونی را می‌خورد. وقتی که خوردن حشره به پایان رسید، شاخک‌ها دوباره باز می‌شوند و اسکلت حشره روی زمین می‌افتد.